# Riserva naturale Diaccia Botrona
La riserva naturale Diaccia Botrona è un'area naturale protetta caratterizzata da un ambiente tipico palustre che occupa una parte della pianura tra la città di Grosseto e la località costiera di Castiglione della Pescaia.

## Storia
L'area protetta è ciò che rimane dell'antico lago Prile o lago Preglio (lat: Lacus Prelius et Lacus Prilius vel Lacus Prilis), vastissimo bacino lacustre che, nei secoli scorsi, occupava quasi interamente la pianura e che è stato quasi completamente prosciugato a seguito delle grandi opere di bonifica iniziate dai Lorena nel Settecento attraverso lavori di canalizzazione delle acque per eliminare definitivamente la malaria.
L'area è stata dichiarata zona umida di valore internazionale secondo la Convenzione di Ramsar del 1971 e rientra fra i biotopi di rilevante interesse vegetazionale meritevoli di conservazione in Italia censiti dal Gruppo di lavoro per la conservazione della natura della Società Botanica Italiana e dal Programma di Ricerca Territoriale sulle Aree Naturali da Proteggere eseguito dal CNR e dal Ministero dei lavori pubblici. Inoltre, la Riserva rientra nel SIC nº 111 e nella ZPS 111B individuata come "area a grandissima importanza per la sosta, lo svernamento e la nidificazione dell'avifauna acquatica". Fra i siti ICBP negli ultimi anni è risultata la zona umida più importante della Toscana per lo svernamento di anatidi; di grande importanza anche per la nidificazione di ardeidi e falco di palude ('Circus aeruginosus).

### SIR Diaccia Botrona
Fra le zone umide toscane, il SIR Diaccia Botrona è quello che ospita il maggior numero di uccelli acquatici svernanti, inoltre ha popolamenti floristici caratteristici con numerose specie igrofile rare. 
L'area viene tutelata in quanto area di grandissima importanza per la sosta, lo svernamento e la nidificazione dell'avifauna acquatica, in particolare fra i siti ICBP negli ultimi anni è risultata la zona umida più importante della Toscana per lo svernamento degli anatidi e di grande importanza anche per la nidificazione degli ardeidi e Circus aeroginosus.
Il SIR fa fronte a numerosi elementi di criticità interni al sito. I principali sono:
- Cambiamenti recenti della salinità dell'acqua hanno trasformato, in pochi anni, il preesistente ecosistema palustre di acqua dolce in un ambiente di palude salmastra, con riduzione o scomparsa di numerose specie (comprese alcune fra quelle di maggiore interesse) e comparsa o incremento di nuove.
- Presenza d'impianti di acquacoltura che influiscono fortemente sull'equilibrio della zona umida, attraverso lo scarico delle acque reflue, con possibile conseguente apporto di nutrienti e antibiotici (oltre che di acqua salata)[2].
- Inquinamento delle acque.
- Carenza di aree di nidificazione o dormitorio irraggiungibili dai predatori terrestri.
- Processi di interrimento della zona umida.
- Disturbo antropico diretto.
- Diffusione di specie alloctone invasive. Principali elementi di criticità esterni al sito
- Il sito è contiguo ad aree interessate da turismo di massa estivo e confina con un importante asse stradale.
- Cessazione o forte riduzione del pascolamento, nelle aree a margine della zona umida.
- Mancanza di un'adeguata area contigua, con caccia regolamentata.

Nel SIR i principali obiettivi di conservazione sono: 
1. Recupero, su parte significativa del sito, dell'ambiente preesistente di palude di acqua dolce con canneto (EE).
2. Gestione idraulica finalizzata alla soluzione del problema dell'interrimento e al mantenimento di aree allagate anche nella stagione secca (EE).
3. Interventi per favorire l'eterogeneità ambientale e la presenza di superfici sufficienti delle principali tipologie di vegetazione, delle zone umide d'acqua dolce e salmastre, possibilmente recuperando l'uso a pascolo, quale forma di gestione della vegetazione (E).
4. Verifica delle condizioni delle biocenosi acquatiche, in relazione all'eventuale impatto causato dall'apporto di nutrienti e antibiotici, e adozione delle misure di conservazione necessarie per il ripristino di condizioni soddisfacenti (E).
5. Incremento delle possibilità di nidificazione per specie ornitiche minacciate (M).
6. Interventi per favorire la fruizione compatibile del sito (M).
7. Gestione delle pinete adeguata alla tutela delle specie minacciate di uccelli (M). Indicazioni per le misure di conservazione

- Gestione del regime idrologico della zona umida finalizzata al raggiungimento degli obiettivi di conservazione (EE).
- Riduzione degli effetti negativi dell'impianto di acquacoltura sull'ecosistema palustre (EE)[2].
- Definizione di uno scenario finale, di riferimento per l'assetto vegetazionale dell'area, e progressiva attuazione degli interventi di gestione necessari (EE).
- Mantenimento di adeguati livelli idrici per la nidificazione di specie d'interesse conservazionistico, nelle aree esistenti che sono irraggiungibili dai predatori terrestri e sufficientemente lontane dalle zone accessibili ai visitatori (E).
- Ricostituzione di lembi di bosco igrofilo (M).
- Rinaturalizzazione delle cenosi animali e vegetali, principalmente mediante il controllo delle specie alloctone (M).
- Verifica/adeguamento delle forme di gestione adottate per le pinete e loro adeguamento rispetto agli obiettivi di conservazione, assicurando il mantenimento/incremento della presenza di alberi vetusti, il rilascio di alcuni alberi morti, la presenza di aree scoperte, o con copertura parziale delle chiome, e del sottobosco di sclerofille a copertura molto diversificata (M)[2].

## Territorio
La Riserva è situata nella parte centrale della Provincia di Grosseto, lato mare ad una distanza di circa 5 km in linea d'aria da Grosseto.
Il territorio si presenta come l'ultimo lembo del Padule di Castiglione, inizialmente occupato da un seno marino (Porto Traiano dei Romani) e poi lago e laguna: la Riserva naturale include la vasta zona palustre compresa tra il fiume Bruna ed il tratto di pineta lungo la strada Castiglione-Marina di Grosseto, oltre alla pineta stessa.
La palude è divisa nelle due zone, di diversa ampiezza, della Diaccia e della Botrona dall'argine che congiunge Casa Ximenes ai Ponti di Badia, presso l'Isola Clodia.
La zona più vicina al fiume Bruna ha meglio conservato le caratteristiche di palude d'acqua dolce, mentre la parte restante si è nel tempo trasformata in una laguna salmastra, con conseguenti modificazioni nella vegetazione e nella fauna ospitata.
Geologicamente appare quindi di recente formazione per l'apporto naturale dei sedimenti e per successive bonifiche di colmata risalenti al periodo Lorenese iniziate da Pietro Leopoldo nel 1766 e definitivamente abbandonate solo nel 1952. Attualmente le litologie che interessano l'area sono i limi argillosi del Padule Aperto e di Castiglione, la Formazione a Macigno che costituisce l'Isola Clodia e un altro piccolo rilievo 500 m più a Nord-Ovest e il cordone sabbioso che costituisce il Tombolo di Castiglione.
Parte dell'Area Contigua, lato mare, rientra nel sito di interesse comunitario (SIC) 112 dove "Oltre che per il loro valore paesaggistico e per le loro funzioni protettive e ricreative, le pinete rivestono una notevole importanza in quanto ospitano alcune specie ornitiche fortemente minacciate (Coracias garrulus) o molto rare in Italia (Clamator glandarius).

### Clima
Il clima appartiene al tipo sub-umido asciutto con piovosità media di 600 mm e temperatura media annua di 14,5 °C con temperature più alte d'agosto e precipitazioni minime di luglio con massimi a novembre: le temperature medie giornaliere non scendono mai sotto gli 0 °C.

## Flora
La vegetazione risulta diversificata in dipendenza della zona e soprattutto delle modifiche sia naturali che artificiali: esiste una tendenza all'aumento delle zone a Scirpi, a Canneto e dei prati a graminacee. 

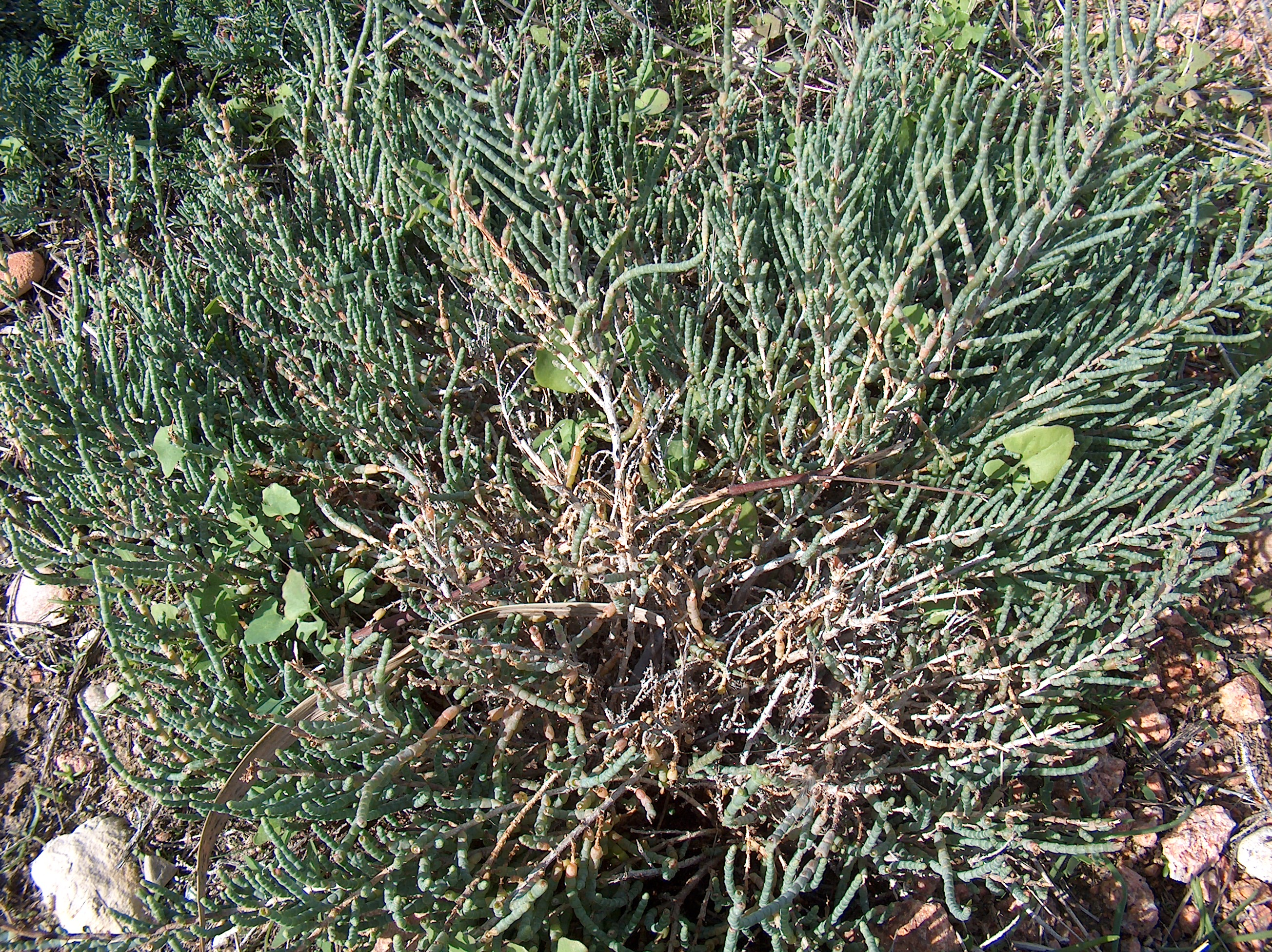
Salicornia

Il Phragmites australis, che originariamente copriva l'intera estensione della palude, ha notevolmente ridotto le sue dimensioni, sostituito in gran parte da vegetazione alofila (più adatta all'avvenuto aumento di salinità dell'acqua), con giunchi, salicornie e limonio. Nella Palude si riscontrano più di 200 specie e sottospecie appartenenti a 134 famiglie con piante rare come la Cryspis aculeata e Juncus subulatus.
In diminuzione anche le statici, i prati umidi e i boschi igrofili.
Importanti sono anche i residui della vegetazione arborea igrofila, con frassini ossifilli, olmi, salici e tamerici e pioppo bianco.
La pineta risulta localizzata sul tombolo sabbioso ed è costituita da maestose piante di pino domestico, con un fitto sottobosco di macchia mediterranea, nel quale fioriscono cisti e rosmarino. Nel sottobosco si trovano anche altre specie sclerofille come il mirto, la fillirea angustifolia, il lentisco, l'erica arborea e multiflora, il ginepro licio e macrocarpa, il leccio e la roverella.
Tra palude e pineta si estendono prati periodicamente allagati.
Fra la pineta ed il mare riscontriamo una vegetazione a sclerofille sempreverdi con filliree, ginepri, erica, rosmarino, mirto, cisti e smilace con sporadici pini marittimi.
Fra il mare e la vegetazione della duna fissa ritroviamo invece una vegetazione erbacea di tipo psammo-alofilo (resistente alla salsedine e capace di vegetare su sabbia pura) rappresentata da Anthemis maritima, Medicago marina, Ammophila arenaria ed altre specie tipiche in via di scomparsa sia in Toscana sia in Italia.
Da segnalare la presenza di cordoni litoranei di vegetazione dunale (Ammofileto o Crucinelleto).
Nel SIR si segnala la brasca nodosa (Potamogeton nodosus): in Toscana la specie è presente come relitto in alcune aree umide, quali il Lago di Chiusi, la Diaccia Botrona, il Padule di Bientina e il Lago di Montepulciano.

## Fauna

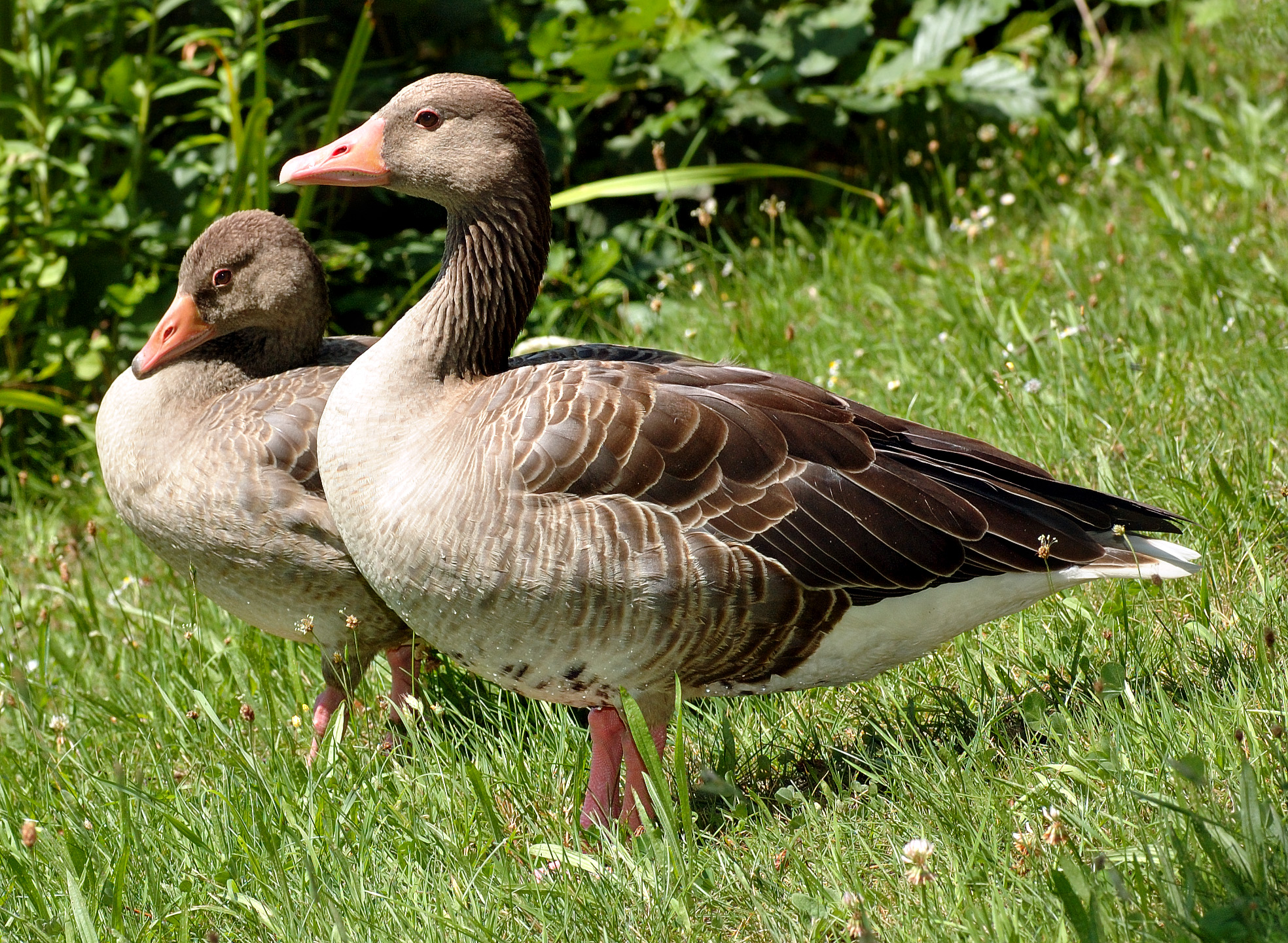
Oche selvatiche

Anche se il già citato aumento di salinità ha ridotto la nidificazione delle specie legate al canneto (tarabuso, airone rosso e falco di palude), la Riserva mantiene una grande importanza faunistica per la presenza di numerose specie di uccelli.
Tra questi, vi svernano in gran numero fenicotteri, oche selvatiche, anatre (soprattutto germani reali, alzavole e fischioni), ma anche aironi bianchi maggiori, gru, falchi pescatori e albanelle reali, mentre i prati periodicamente allagati sono frequentati da beccaccini, pettegole e altri limicoli.
Nelle zone aperte nidificano cavaliere d'Italia e occhione, mentre la pineta, oltre alla grande garzaia con aironi cenerini e garzette, ospita specie di notevole interesse quali ghiandaia marina e cuculo dal ciuffo.
Nei canali si rinvengono poi specie ittiche di assoluto pregio come l'anguilla, la spigola, la sogliola e varie specie di muggini.
Fra i mammiferi si rinvengono roditori (ratti, arvicole, istrici e nutrie), mustelidi (donnole e martore), lepri, ricci, e diversi rettili come la testuggine, il biacco, il cervone, la biscia dal collare, il ramarro e l'orbettino italiano. Motivo di protezione speciale della zona (ZPS) è la presenza di molte specie di anfibi come la raganella, la rana verde minore, il rospo smeraldino e il Triturus carnifex.
Tra le specie animali del SIR ci sono: 
- Rettili: (AII) Emys orbicularis (testuggine d'acqua, Rettili) – Presenza da riconfermare in tempi recenti. (AII) Testudo hermanni (testuggine di Herman, Rettili). (AII) Elaphe quatuorlineata (cervone, Rettili).
- Uccelli: (AI) Botaurus stellaris (tarabuso, Uccelli) – In passato la principale area di nidificazione della specie in Italia, in continua regressione nel corso degli anni novanta e scomparsa dal 2001. (AI) Tadorna tadorna (volpoca, Uccelli) – Svernante. (AI) Aythya nyroca (moretta tabaccata, Uccelli) – Migratrice, svernante irregolare. (AI) Circus aeruginosus (falco di palude, Uccelli) - Stanziale nidificante (estremamente ridotto, per le recenti trasformazioni ambientali) (AI) Falco biarmicus (lanario, Uccelli) – Svernante regolare. Clamator glandarius (cuculo dal ciuffo, Uccelli) – Nidificante. (AI) Coracias garrulus (ghiandaia marina, Uccelli) – Nidificante. Sylvia conspicillata (sterpazzola di Sardegna, Uccelli) – Nidificante, presumibilmente irregolare.

## Punti di interesse
Nel cuore della riserva naturale, in località Isola Clodia, si trovano i resti dell'Abbazia di San Pancrazio al Fango di origini medievali.

### Casa Rossa Ximenes
All'estremità occidentale della Diaccia Botrona, appena fuori dall'abitato di Castiglione della Pescaia, spicca la caratteristica "Casa Rossa", fatta costruita dal matematico e ingegnere gesuita Leonardo Ximenes nel XVIII secolo per i lavori di bonifica dell'intera zona.

## Attività
È possibile visitare l'area palustre della Diaccia Botrona su un'apposita imbarcazione di proprietà dell'Ufficio Conservazione della Natura della Provincia di Grosseto.

## Strutture ricettive
Il Centro Visite a servizio della riserva naturale provinciale Diaccia Botrona è stato realizzato nell'edificio di interesse storico comunemente conosciuto come Casa Ximenes. 
Oggi, funge da luogo di accoglienza per tutti coloro che si vogliono recare in visita nella Riserva Diaccia Botrona.
Al suo interno è possibile usufruire di un sistema multimediale per l'osservazione di flora e fauna, non solo quella presente nella riserva naturale provinciale Diacca Botrona, ma anche di quella presente nelle altre numerose riserve naturali presenti nella Provincia di Grosseto.
Il Centro Visite è strutturato in modo tale da garantire l'osservazione da più punti e consente l'accesso ai percorsi naturalistici realizzati.